# Balkesbuorke

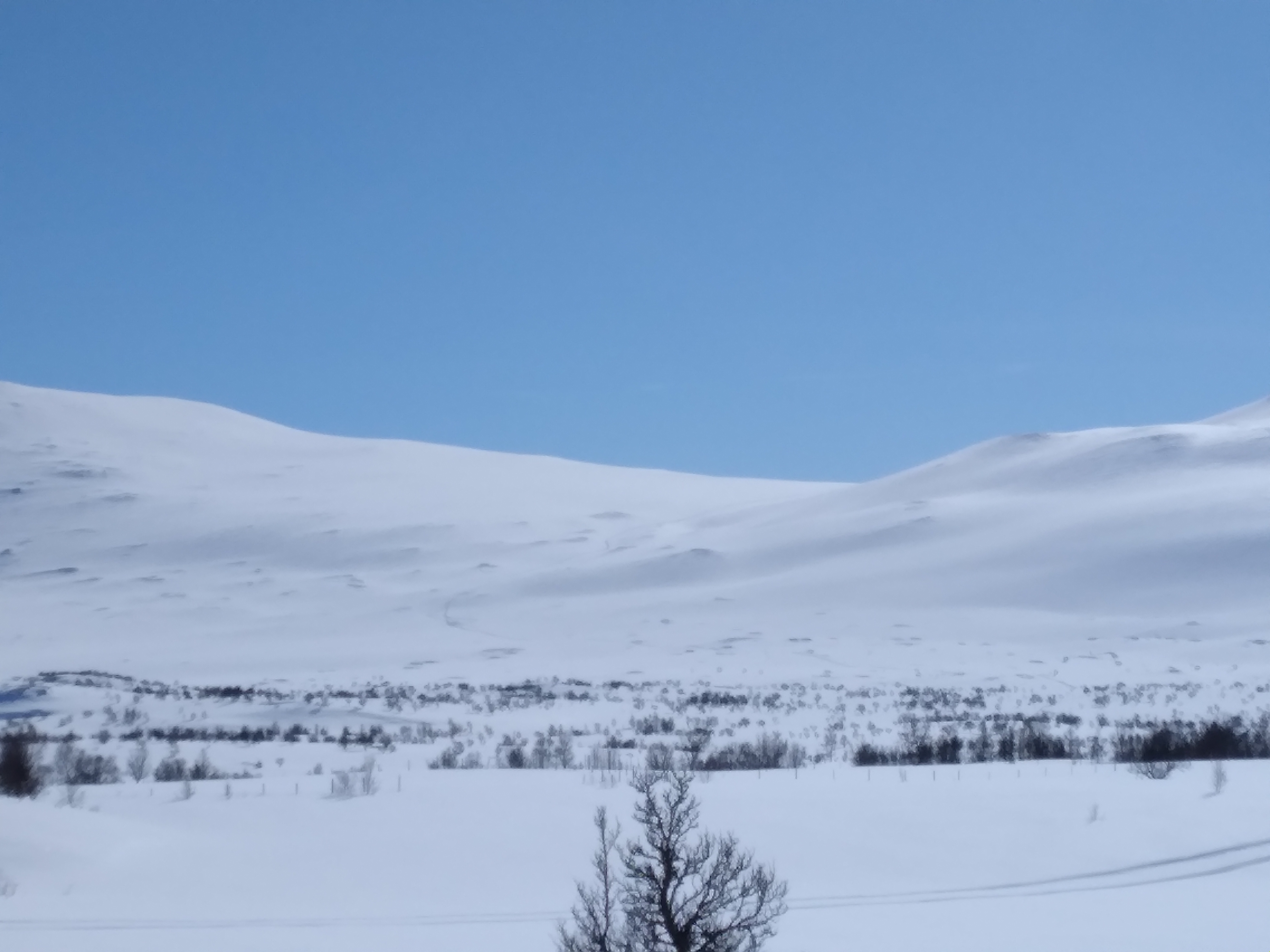
Balkesbuorke sett från Sielken.

Balkesbuorke (sydsamiska Baelkiesbåårhke) är ett bergspass i Strömsunds kommun i Jämtlands län. Passet är beläget mellan de två fjällen Noerhte Snjaptja och Mellanskogsfjället på en höjd av 978 meter över havet. Där finns en mindre stuga och två mycket små sjöar på 970 respektive 972 meters höjd. Förbi Balkesbuorke går en vandringsled mellan Sielken i norr och Väktarmon i söder. Från Väktarmon är det sju kilometer till Balkesbuorke. 
Utsikten från bergspasset utgörs i stort sett av Sielkentjakke, Frostvikens högsta fjäll på 1315 meter över havet. Söderut ligger Göletstjålte, Åarjel Guevtele och Gulliken och i sydost ligger Norra Väktarklumpen. Bakom Gulliken kan man skymta Jerikklumpen.